# Graf planar
| Grafuri de exemplificare | Grafuri de exemplificare |
| Planar                   | Neplanar                 |
| ------------------------ | ------------------------ |
| Graful fluture⁠(d)        | Graful complet K5        |
| Graful complet K4        | Graful utilitar⁠(d) K3,3  |

În teoria grafurilor, un graf planar este un graf care poate fi încorporat într-un plan, adică poate fi trasat în plan în așa fel încât muchiile sale să se intersecteze doar în noduri. Cu alte cuvinte, acesta poate fi desenat în așa fel încât oricare două muchii să nu se intersecteze. Un astfel de desen este numit un graf în plan sau o încorporare în plan a grafului. Un graf în plan poate fi definit ca un graf planar cu o funcție de corespondență de la fiecare nod la un punct din plan, și de la fiecare muchie la o curbă plană în planul respectiv, astfel încât punctele extreme ale fiecărei curbe să fie punctele corespunzătoare nodurilor de capăt, și ca toate curbele să fie disjuncte, cu excepția extremităților lor.
Toate grafurile care pot fi trasate într-un plan pot fi trasate și pe sferă, și vice-versa.
Grafurile planare pot fi codificate prin aplicații combinatorice⁠(d).
Clasa de echivalență a reprezentărilor topologic echivalente de pe sferă se numește aplicație planară. Deși un graf planar are o față externă, sau nemărginită, niciuna dintre fețele unei aplicații planare nu are statut special.
Grafurile planare se pot generaliza la grafurile care pot fi desenate pe o suprafață de un anumit gen. În această terminologie, grafurile planare au genul⁠(d) 0, deoarece planul (și sfera) sunt suprafețe de genul 0.